# Ip Man: Ostatnia walka
Ip Man: Ostatnia walka (chiń. upr. 叶问：终极一战; chiń. trad. 葉問：終極一戰; pinyin Yè Wèn: Zhōngjí Yī Zhàn; jyutping Jip6 Man6: Zung1-gik6 Jat1 Zin3) – hongkoński film akcji z 2013 roku w reżyserii Hermana Yau z Anthonym Wongiem, Anitą Yuen i Jordanem Chanem w rolach głównych. Jego historia oparta jest na życiu mistrza Wing Chun – Ip Mana, jednak film pod względem fabularnym w żaden sposób nie jest powiązany z wcześniejszymi produkcjami o Ip Manie.

## Obsada
- Anthony Wong jako Ip Man
- Kevin Cheng jako młody Ip Man
- Anita Yuen jako Cheung Wing-sing
- Eric Tsang jako Ng Chung
- Jordan Chan jako Tang Shing
- Gillian Chung jako Chan Sei-mui
- Timmy Hung jako Leung Sheung
- Jiang Luxia jako Lee King
- Zhou Dingyu as Wong Tung
- Zhou Chuchu as Jenny
- Zhang Songwen jako Ip Chun
- Donny Wu jako Ng Chan
- Ken Lo jako Ngai Ba-tin
- Hung Yan-yan jako Local Dragon
- Wong Cho-lam jako Blind Chan
- Queenie Chu jako Sophie
- Liu Kai-chi jako Lee Yiu-wah
- Ip Chun jako właściciel sklepu

## Fabuła
Rok 1949. Do Hongkongu przybywa mistrz sztuk walki, Ip Man. Pomimo chronicznych bólów żołądka przyjmuje kilkoro uczniów, których naucza stylu walki Wing Chun. Wśród nich jest: Tang Shing, Leung Sheung, Wong Tung, Lee King i Chan Sei-mui. Mniej więcej w tym samym czasie do Hongkongu przybywa żona Ip Mana – Cheung Wing-sing. Ponieważ jednak życie w mieście okazuje się dla niej zbyt ciężkie, postanawia wrócić do Foshan, gdzie niedługo potem umiera. Jakiś czas później do Hongkongu przyjeżdża ich syn, Ip Chun, żeby dołączyć do ojca.
Po śmierci żony Ip Man uparcie usiłuje związać się z piosenkarką Jenny, czemu twardo sprzeciwiają się nawet jego uczniowie. Wdaje się w też w konflikt z Ng Chungiem, który jest mistrzem „boksu białego żurawia”, ale ostatecznie zostają przyjaciółmi. Kiedy później jeden z jego uczniów, Wong Tung ma problem z miejscowym gangiem, Ip Man wraz z pozostałymi uczniami przybywa mu na ratunek. Podczas walki pokonuje przywódcę grupy, którego następnie oddaje w ręce policji. Po wszystkim na krótko spotyka Bruce'a Lee oraz jego dwóch uczniów. Film kończy się pokazem stylu Wing Chun w wykonaniu Ip Mana na drewnianym manekinie, który nagrywa jego syn.

## Produkcja
W wywiadzie dla singapurskiej gazety The New Paper, Anthony Wong wyznał, że był pijany, kiedy reżyser Herman Yau zadzwonił do niego i zapytał, czy chciałby zagrać Ip Mana w jego filmie. Zgodził się na tę propozycję, ale, jak przyznał, później tego żałował. Zmienił zdanie dopiero, kiedy przeczytał scenariusz. By dobrze przygotować się do roli, przeszedł na dietę i zaczął trenować Wing Chun na drewnianym manekinie, którego otrzymał od jednego z producentów.
Starszy syn Ip Mana – Ip Chun, który w filmie Narodziny legendy: Ip Man zagrał Leung Bika, gościnnie pojawił się także w tej produkcji, jako właściciel sklepu. Fabułę, na podstawie życia Ip Mana, wymyślił Checkley Sin, jeden z producentów i zarazem uczeń Ip Chuna. Zainwestował też sto milionów dolarów hongkońskich na budowę studia Xiqiao DreamWorks na Mount Xiqiao, Foshan i Guangdong, by stworzyć scenografię kolonialnego Hongkongu z lat 50. XX wieku. Główne zdjęcia ruszyły w sierpniu 2012 roku, a premiera filmu odbyła się 28 marca 2013 roku.